# Dysodia parvita
Dysodia parvita är en fjärilsart som beskrevs av Paul E. Whalley 1971. Dysodia parvita ingår i släktet Dysodia och familjen Thyrididae. Inga underarter finns listade i Catalogue of Life.